# Eruzione del monte Saint Helens del 1980
L'eruzione del 1980 del monte Saint Helens fu una serie di esplosioni vulcaniche e flussi piroclastici che si generarono dal monte Saint Helens nella Contea di Skamania, nello stato americano di Washington, a partire dal 27 marzo 1980. L'attività iniziò come una serie di esplosioni freatiche dalla sommità del vulcano, poi evolute, il 18 maggio 1980, in una grande eruzione esplosiva. L'eruzione, che aveva un indice di esplosività vulcanica di 5 (eruzione di tipo pliniano), fu la più significativa verificatasi nei 48 stati continentali americani dai tempi dell'eruzione del 1915 del Lassen Peak in California, molto più piccola. È da molti considerata l'eruzione vulcanica più disastrosa nella storia degli Stati Uniti. Nei due mesi precedenti, l'eruzione fu preceduta da una serie di fenomeni sismici e fuoriuscite di vapore, causati da un'espansione del magma a bassa profondità sotto il vulcano, che creò un grande rigonfiamento e un sistema di fratture sul versante nord della montagna.
Un terremoto alle 8:32:17 del PDT (UTC −7) di domenica 18 maggio 1980 fece scivolare l'intero versante nord, generando la più grande frana mai registrata. Ciò permise alla roccia parzialmente fusa, ricca di gas ad alta pressione e vapore presente all'interno del vulcano, di esplodere improvvisamente in direzione nord verso Spirit Lake, in una miscela ad altissima temperatura di lava e roccia più vecchia polverizzata, sovrastando il versante che stava franando.
La colonna eruttiva che si generò salì nell'atmosfera fino ad una quota di 24 km e, riatterrando, depositò cenere in 11 stati americani e in due province canadesi. Allo stesso tempo la neve e diversi ghiacciai presenti sulle pendici del vulcano si sciolsero, formando una serie di grandi lahar e colate detritiche (frane vulcaniche costituite da fango e detriti) che raggiunsero il fiume Columbia, quasi 80 km a sud-ovest. Esplosioni di minore intensità proseguirono il giorno successivo, mentre nello stesso anno ci furono altre grandi eruzioni, di minore intensità. L'energia termica rilasciata durante l'eruzione fu pari a 24 megatoni di TNT.
57 persone persero la vita nell'eruzione, tra cui i fotografi Reid Blackburn e Robert Landsburg e il geologo David A. Johnston. Centinaia di chilometri quadrati di territorio furon devastati, con danni per oltre 1 miliardo di dollari (equivalenti a 3,4 miliardi di dollari nel 2019), migliaia di animali rimasero uccisi e il monte Saint Helens cambiò radicalmente aspetto con un enorme cratere sul lato nord. Al momento dell'eruzione, la cima del vulcano era di proprietà della Burlington Northern Railroad, ma in seguito l'area divenne di competenza del servizio forestale degli Stati Uniti sulla quale venne poi fondato il Monumento vulcanico nazionale del monte Saint Helens.

## Fasi preliminari dell'eruzione
Il monte Saint Helens rimase in stato di quiete dall'ultimo periodo di attività negli anni 1840 e 1850 fino al marzo 1980. Una serie di piccoli terremoti, a partire dal 15 marzo, indicarono che il magma poteva aver ricominciato a muoversi al di sotto del vulcano. Il 20 marzo, alle 15:45 PST, un terremoto di magnitudo 4.2, poco profondo con epicentro sotto il fianco nord del vulcano, segnalò l'effettivo ritorno in attività del vulcano dopo 123 anni di letargo. Uno sciame sismico investì l'area e iniziò ad aumentare significativamente verso mezzogiorno del 25 marzo raggiungendo intensità massime nei due giorni successivi, incluso un terremoto di 5.1 sulla scala Richter. In questi due giorni si registrarono 174 scosse di magnitudo 2.6 o superiore.

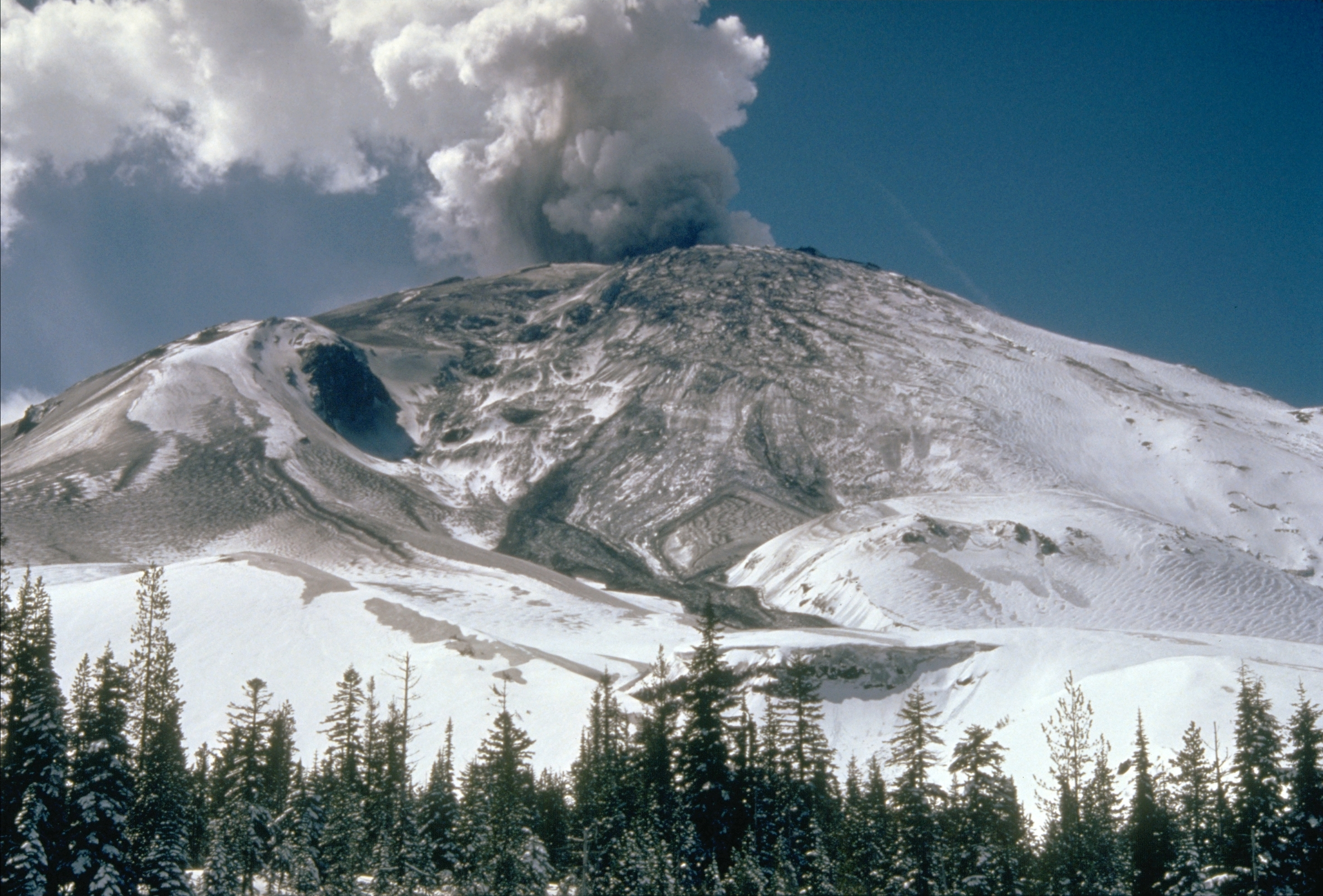
Foto dell'USGS che mostra un'eruzione freatica del 10 aprile

Scosse di magnitudo 3.2 e più potenti si verificarono durante tutto il mese di aprile e maggio con cinque terremoti di magnitudo 4 o superiore ogni giorno nel mese di aprile, e otto ogni giorno nelle prime due settimane di maggio. Nonostante gli evidenti segnali di attività geologica non era ancora prevedibile il verificarsi di un'eruzione; fino a quel momento le conseguenze delle scosse si erano limitate a piccole valanghe di neve e ghiaccio dalla cima della montagna.
Alle 12:36 del 27 marzo, un'eruzione freatica, ma probabilmente due quasi simultanee, scagliarono in aria roccia e massi dall'interno del cratere originale, dando vita a un nuovo cratere ampio 76 metri, e lasciando fuoriuscire una colonna di cenere alta 2.100 metri. Da questo momento un lungo sistema di fratture lungo 4.900 metri si sviluppò sino all'estremità superiore del monte in direzione orientale. Questo evento fu seguito da altre scosse e da altre esplosioni di vapore che per lo più saturarono l'aria di cenere in colonne di fumo alte fino a 3.400 metri. La maggior parte delle ceneri ricadde fino a 20 km dal vulcano, ma quelle più sottili vennero trasportate dal vento fino a Bend (Oregon), a 240 km di distanza verso sud, e a Spokane (Washington), a 460 km di distanza verso est.

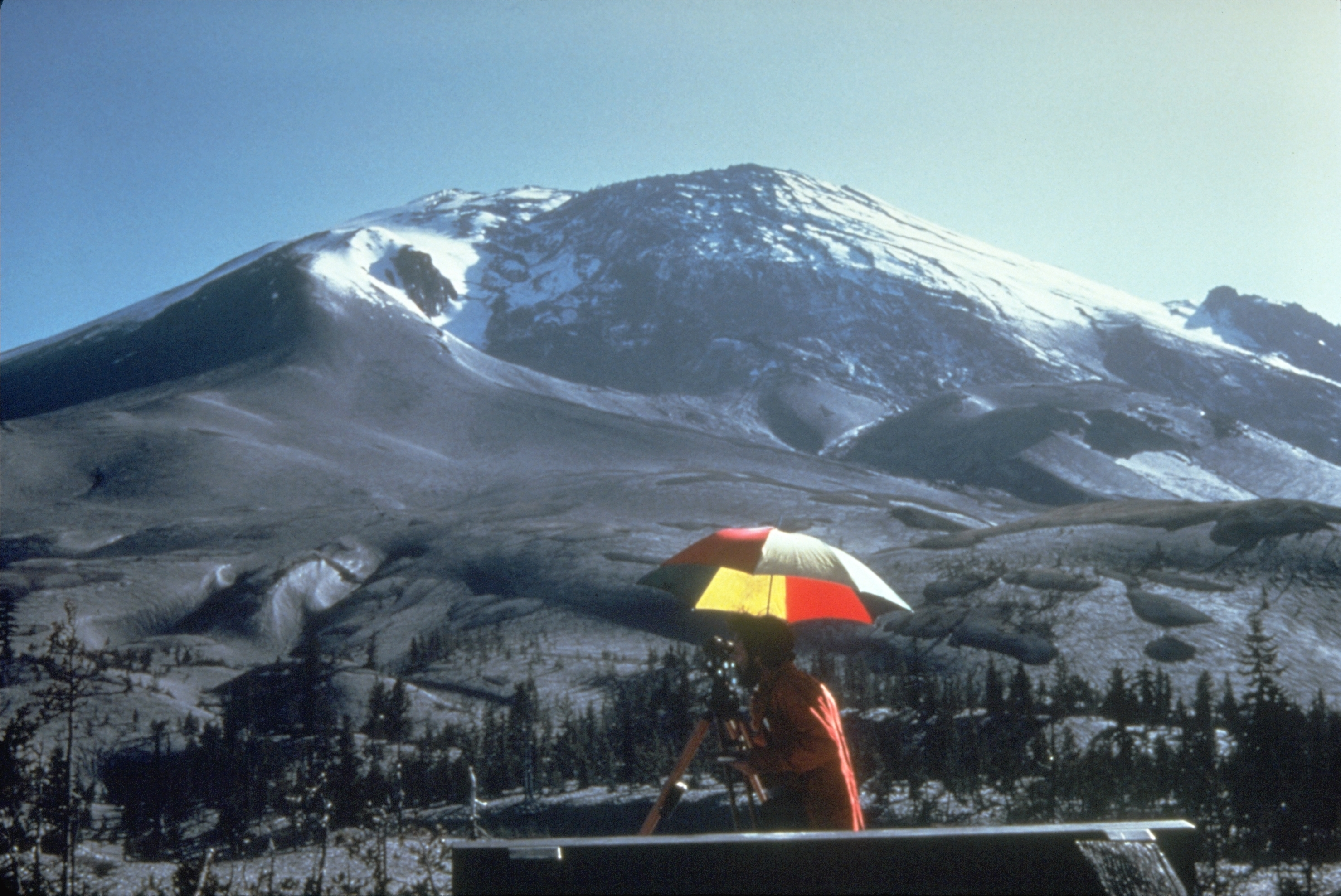
Foto che mostra le dimensioni del "cryptodome" il 27 aprile

Un secondo nuovo cratere e una fiamma blu furono avvistati per la prima volta il 29 marzo. La fiamma era visibilmente emessa da entrambi i crateri e fu causata dalla combustione dei gas. Le nubi di cenere che avvolgevano il vulcano erano cariche di elettricità statica emettendo lampi di luce lunghi fino a 3 km. Novantatré esplosioni separate furono registrate nella sola giornata del 30 marzo, e tremori armonici sempre più forti furono rilevati il 1º aprile, facendo allarmare i geologi e portando il governatore Dixy Lee Ray a dichiarare lo stato di emergenza il 3 aprile. Il governatore Ray diede l'ordine di definire una zona rossa intorno al vulcano. Chiunque fosse stato sorpreso in quella zona sprovvisto di pass avrebbe ricevuto una sanzione pari a 500 dollari o sei mesi di prigione. Ciò impedì a molti proprietari di piccoli cottage presenti nel parco di visitare le loro proprietà.
Il 7 aprile, il neo-cratere era diventato lungo 520 metri, ampio 365 e profondo 150. Una squadra dell'USGS dichiarò che nell'ultima settimana di quello stesso mese una sezione di 2,4 km di diametro del versante nord si era spostata verso l'esterno di almeno 82 metri. Per tutto il mese di aprile e nei primi di maggio questa sezione si era gonfiata fino a un massimo di 1,5-1,8 metri al giorno, e intorno alla metà di maggio si era estesa per altri 120 metri. Al progressivo ingrossamento della parete conseguì l'inabissamento dell'area retrostante (compresa cioè tra il cratere e il fianco della montagna che si stava gonfiando) che in geologia viene chiamata graben. Il 30 aprile i geologi annunciarono il pericolo dello scivolamento del versante e che tale frana avrebbe potuto dare vita a un'eruzione. Cambiamenti tanto decisivi all'interno dell'edificio vulcanico erano relazionati alla costante deformazione delle rocce che aumentarono il volume totale interno fino a 100 metri cubi. L'aumento di volume a sua volta corrispondeva al volume del magma spinto verso l'esterno, che quindi portava alla deformazione del monte. Poiché il magma continuava a rimanere nel vulcano invece di fuoriuscire il rigonfiamento venne denominato "cryptodome" (dal greco κρυπτός - segreto, e dall'inglese dome- cupola), per distinguerlo dal tradizionale Duomo di lava.
Il 7 maggio, una serie di eruzioni simili alle precedenti avvenute durante marzo e aprile scossero nuovamente il vulcano, e nei giorni successivi il rigonfiamento raggiunse la sua massima ampiezza. Un totale di circa 10.000 terremoti fu registrato nei giorni precedenti il 18 maggio, per lo più registrati a meno di 2,6 km sotto il fianco nord. Il 16 maggio il cessare delle eruzioni visibili fino a quel momento ridusse l'interesse dei visitatori. Il giorno successivo, sabato 17 maggio, le autorità, pressate dall'opinione pubblica, concessero l'entrata di 50 mezzi nella zona rossa per permettere ai proprietari delle baite e dei rifugi di portare via con loro tutto ciò che riuscissero a trasportare. Un altro viaggio era previsto per le 10 del mattino del giorno successivo, e poiché era domenica, erano presenti meno di 300 boscaioli che normalmente lavoravano nell'area. Al momento dell'eruzione finale, il magma che si infiltrava nel vulcano aveva rigonfiato il fianco nord verso l'esterno di circa 150 metri e riscaldato il sistema idrico sotterraneo del vulcano, causando molte esplosioni freatiche.

## Frana ed eruzione finale

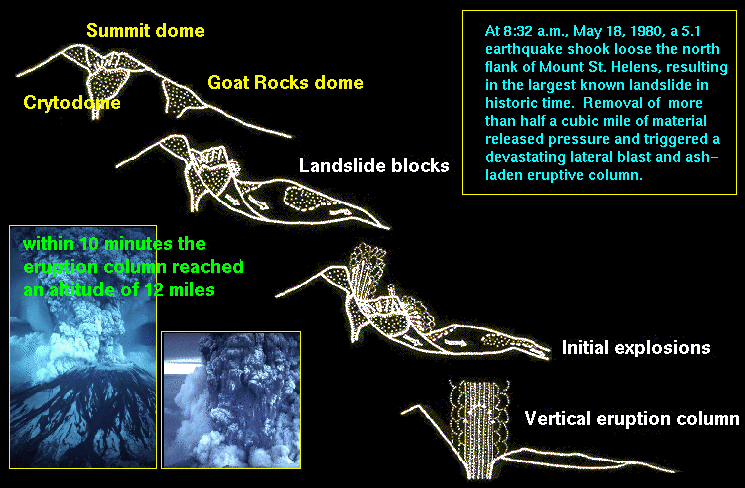
Sequenza degli eventi avvenuti il 18 maggio.

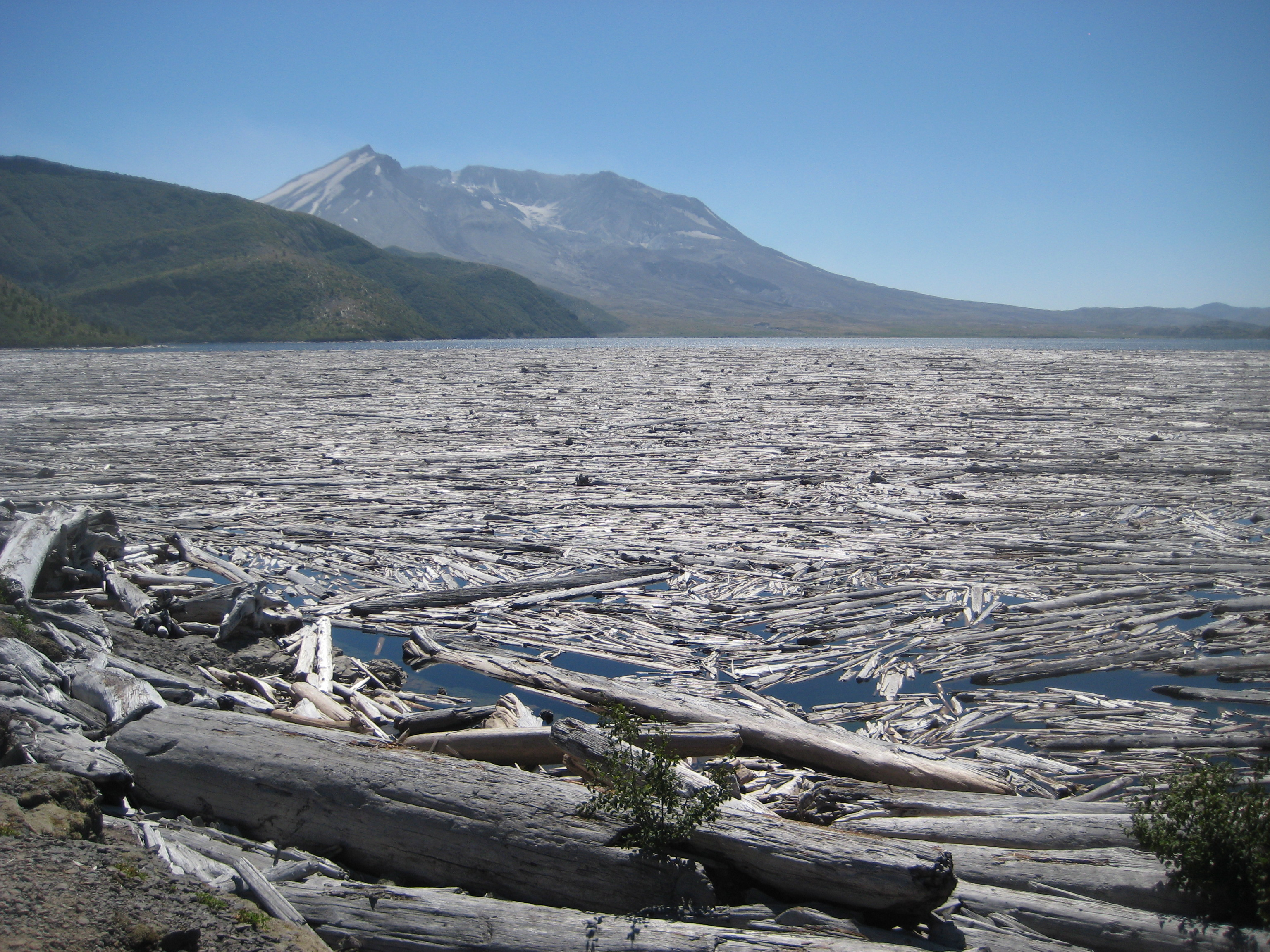
Lo Spirit Lake ricoperto da tronchi d'albero galleggianti divelti dalla frana. Fotografia scattata nel 2012 ad oltre 30 anni dall'eruzione.

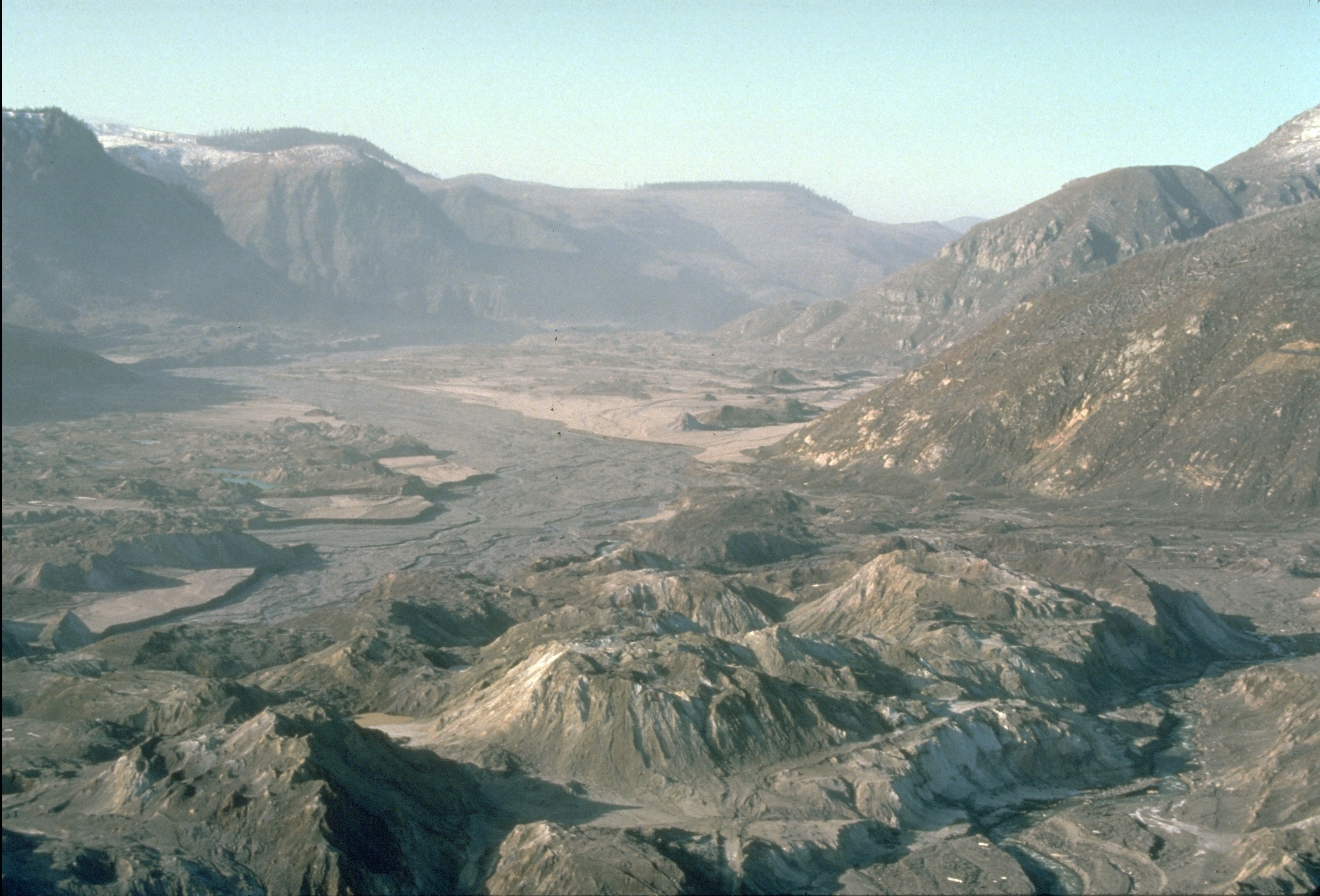
La valle del fiume North Fork Toutle invasa dai depositi detritici della frana

All'alba del 18 maggio, l'attività del monte Saint Helens non mostrava alcun cambiamento rispetto a quanto avvenuto nel mese precedente. Il tasso di espansione del rigonfiamento, l'emissione di anidride solforosa e le letture della temperatura del suolo non rilevarono cambiamenti che indicassero un'imminente eruzione catastrofica. Il vulcanologo dell'USGS David A. Johnston era in servizio in un posto di osservazione a circa 10 km a nord del vulcano. Alle 6:00 del mattino, le misurazioni di Johnston non indicavano alcuna attività insolita.
Alle 8:32, un terremoto di magnitudo 5.1 con epicentro esattamente sotto il pendio nord innescò lo scivolamento dell'intero versante del vulcano, in un tempo compreso tra i 7 e i 20 secondi successivi al sisma. La frana, la più grande della storia mai registrata, viaggiò a 177–249 km/h riversandosi nel lato occidentale dello Spirit Lake. Parte della frana colpì un rilievo alto circa 350 metri posto 6 km a nord. Una certa quantità di detriti scavalcò il rilievo, ma la maggior parte si incanalò lungo il fiume North Fork Toutle per 21 km, riempiendo la valle con uno spessore di circa 180 metri di materiale franoso. Complessivamente venne ricoperta un'area di circa 62 km quadrati con una quantità di detriti pari a circa 2.9 km cubi.
Gli esperti furono in grado di ricostruire la dinamica dell'evento grazie ad una rapida sequenza di foto scattate da Gary Rosenquist che si trovava a circa 18 km di distanza dall'esplosione. Rosenquist si salvò grazie alla topografia locale che canalizzò l'esplosione a poco più di 1,6 km dal punto in cui si trovava al momento dell'eruzione.
La maggior parte di quello che un tempo era il lato nord del monte Saint Helens divenne un immenso deposito detritico lungo 27 km e spesso mediamente 46 metri. La frana era più spessa a 1,6 km al di sotto dello Spirit Lake e più sottile sul fianco occidentale. La frana spinse improvvisamente le acque dello Spirit Lake verso la sponda settentrionale del lago, con un'onda gigantesca alta circa 180 metri. Il riflusso di quest'immensa ondata creò un'ulteriore valanga di detriti di 90 metri d'altezza formata dalle acque di ritorno e da migliaia di alberi sradicati. Alcuni di questi alberi vennero divelti intatti con le radici, ma la maggior parte fu spezzata pochi secondi prima dall'onda d'urto dovuta all'esplosione di gas vulcanico surriscaldato e cenere che aveva immediatamente seguito e superato la frana iniziale. I detriti furono trasportati insieme all'acqua mentre tornava nel suo bacino naturale, aumentando il livello della superficie dello Spirit Lake di circa 61 metri.
Più di tre decenni dopo l'eruzione, i resti galleggianti di una parte delle migliaia di alberi divelti dalla frana si trovano ancora nello Spirit Lake e nel vicino lago di St. Helens, cambiando posizione con il vento. Il resto degli alberi, in particolare quelli che non furono completamente distaccati dalle loro radici, si sono inabissati e si sono poggiati nei sedimenti fangosi sul fondo dei laghi. Qui hanno subito un processo di fossilizzazione dovuto alle acque anaerobiche e ricche di minerali che caratterizzano questi fondali.

## Flussi piroclastici

### Esplosione iniziale laterale

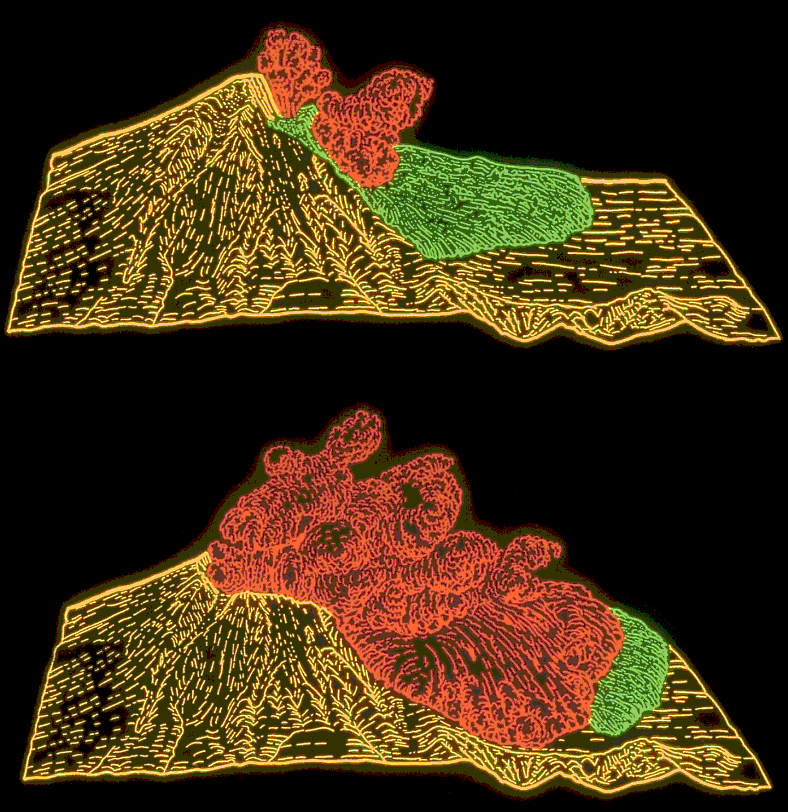
Computer grafica che mostra la frana del 18 maggio (verde) che viene superata dal flusso piroclastico (rosso)

Il movimento della frana espose il magma all'interno del Saint Helens a una pressione molto più bassa, facendo esplodere le rocce parzialmente fuse e cariche di gas e il vapore ad alta pressione presente al di sopra di esse, pochi secondi dopo l'inizio della frana. Le deflagrazioni investirono la parte finale della frana, eiettando detriti di roccia verso nord. L'esplosione risultante indirizzò lateralmente il flusso piroclastico di gas vulcanici molto caldi, cenere e pomice formata dalla nuova lava, mentre la vecchia roccia polverizzata si mosse radente il terreno, inizialmente spostandosi a 350 km/h per poi accelerare rapidamente fino a 1.080 km/h, e potrebbe aver brevemente superato la velocità del suono.
Il materiale del flusso piroclastico sorpassò la frana di detriti e si espanse a raggiera, devastando un'area a forma di ventaglio di 37 km di larghezza per 31 km di lunghezza. In totale circa 600 km² di foresta furono abbattuti e le temperature estremamente elevate uccisero gli alberi per svariati chilometri oltre la zona di abbattimento. L'esplosione laterale probabilmente non durò più di circa 30 secondi, ma il flusso piroclastico conseguente che si irradiò e si espanse verso nord si sviluppò per circa un altro minuto.
Il materiale surriscaldato costituente il flusso piroclastico fece evaporare istantaneamente l'acqua dello Spirit Lake e del fiume North Fork Toutle, generando un'esplosione secondaria ancora più grande che è stata udita fino nella Columbia Britannica, nel Montana, nell'Idaho e nella California del Nord. Eppure in molte aree più vicine all'eruzione rispetto a quelle appena citate (come Portland, nell'Oregon, per esempio) non si udì l'esplosione. Questa cosiddetta "zona tranquilla" si estendeva radialmente per poche decine di miglia dal vulcano e si è creata per via della complessa risposta delle onde sonore dell'eruzione alle differenze di temperatura e ai movimento dell'aria nei vari strati atmosferici e, in misura minore, alla topografia locale.
Studi successivi hanno indicato che un terzo dei 0,19 km³ di materiale nel flusso piroclastico era costituito da nuova lava mentre il resto era formato da roccia più vecchia frammentata.

### Conseguenza dell'esplosione laterale

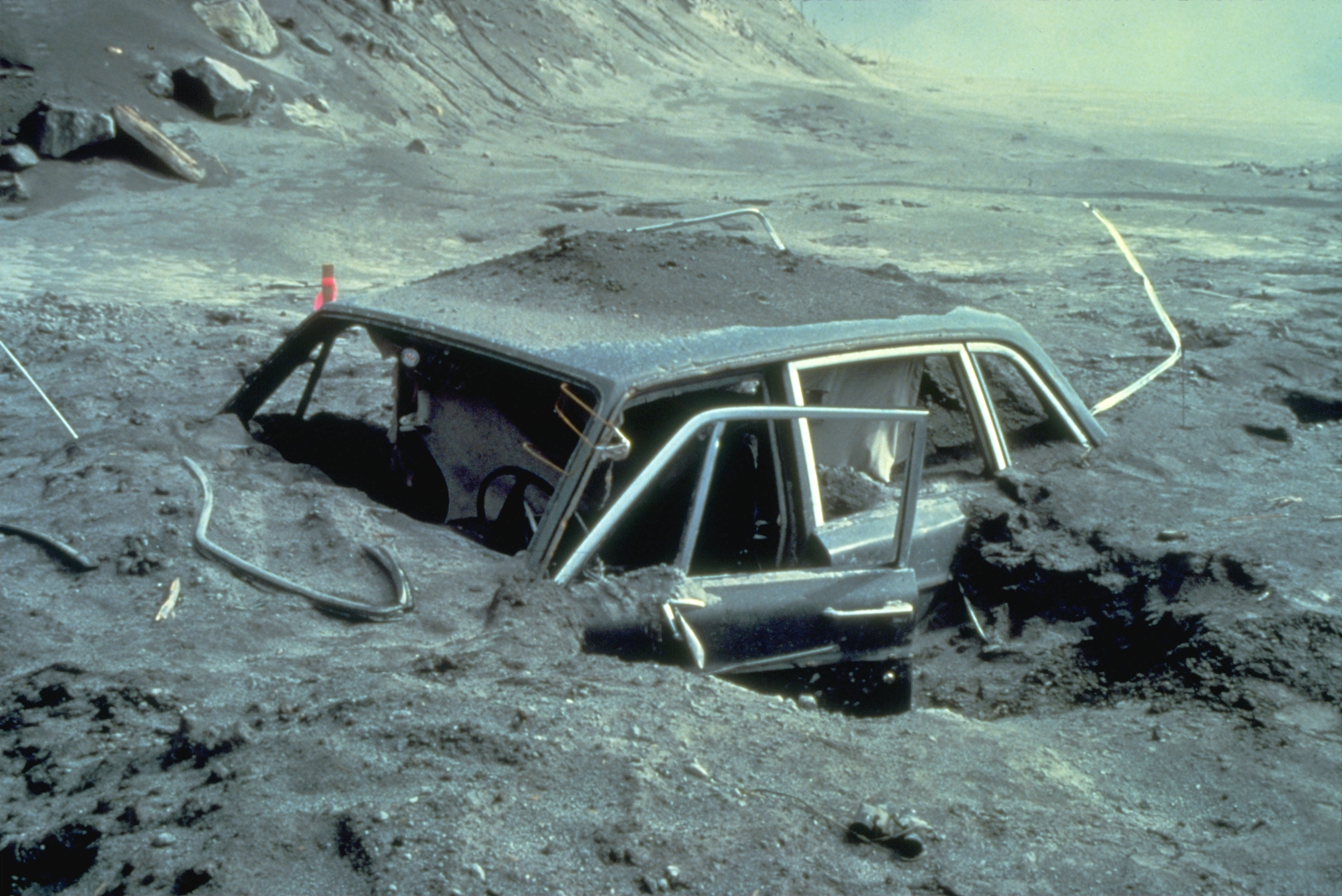
La Volvo del fotografo Reid Blackburn dopo l'eruzione

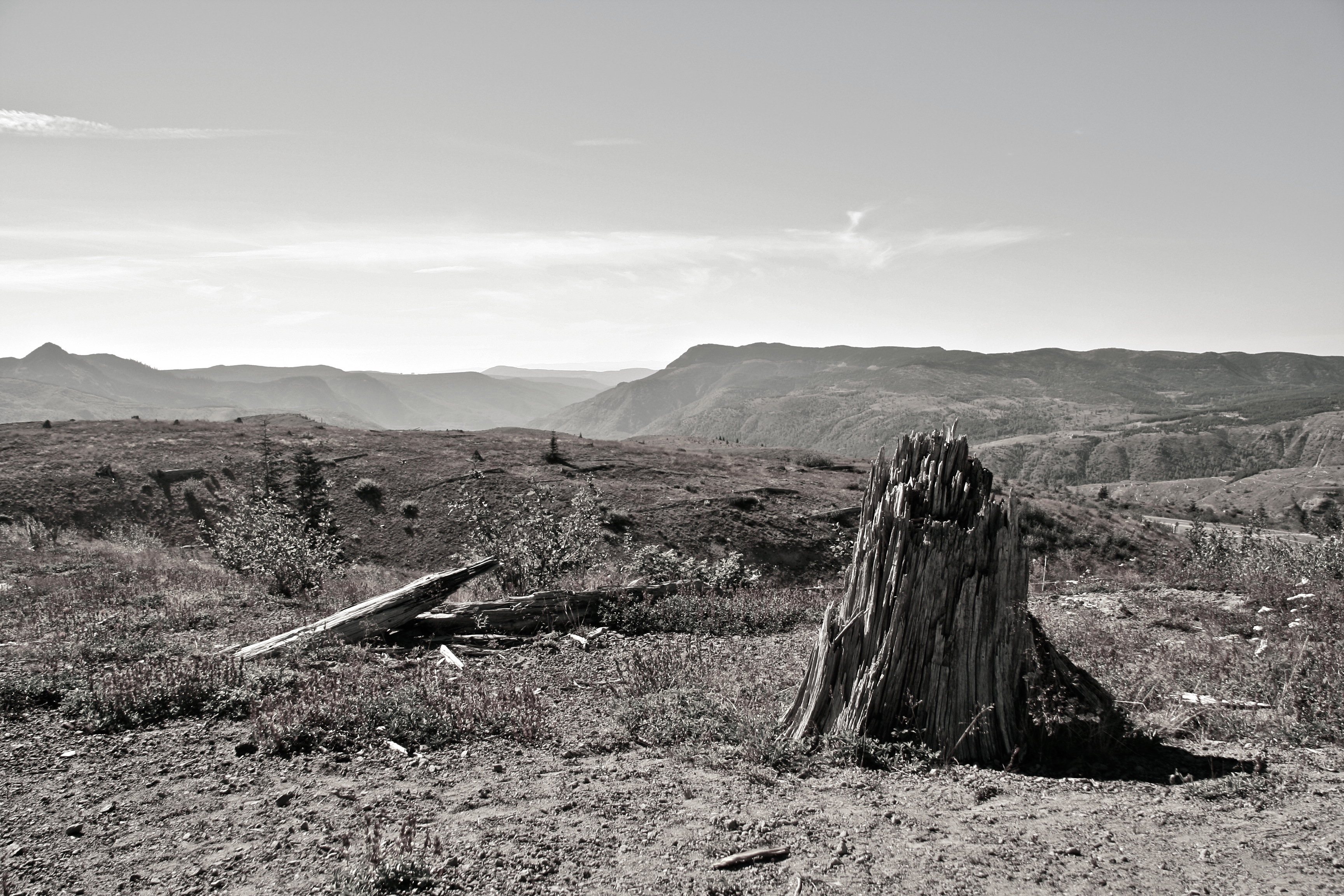
Molti alberi nella Zona di esplosione diretta vennero tranciati alla base e il terreno venne spianato e bruciato.

L'enorme nuvola di cenere eiettata in cielo dal fianco settentrionale del monte Saint Helens, era visibile in tutta la zona circostante non interessata dall'eruzione. L'esplosione laterale (quasi supersonica), carica di detriti vulcanici, causò devastazione in un raggio di 31 km dal vulcano. L'area interessata dall'esplosione può essere suddivisa in tre zone approssimativamente concentriche:
1. La zona di esplosione diretta, la zona più interna, si estendeva per un raggio di circa 8 km, un'area in cui praticamente qualsiasi cosa, naturale o artificiale, venne disintegrata o trasportata via.[6] Per questo motivo, questa zona è stata anche chiamata "zona di asportazione degli alberi". Il flusso del materiale trasportato dall'esplosione non deviò a causa delle caratteristiche topografiche di questa zona. L'esplosione rilasciò un'energia pari a 24 megatoni di TNT.
2. La zona di esplosione canalizzata, una zona intermedia, si estendeva fino a 31 km dal vulcano, un'area in cui il flusso abbatteva ogni cosa sul suo cammino ed era in parte incanalato dalla topografia.[6] In questa zona, forza e direzione dell'esplosione sono sorprendentemente testimoniate dall'allineamento parallelo dei grandi alberi abbattuti, spezzati alla base del tronco come se fossero fili d'erba falciati da una falce. Questa zona era anche conosciuta come "zona alberata". La canalizzazione e la deviazione dell'esplosione hanno causato effetti locali sorprendentemente vari che sono rimasti evidenti anche dopo alcuni decenni. Dove l'esplosione colpì direttamente il terreno, lo spianò spezzando gli alberi al livello direttamente delle radici, strappando l'intera vegetazione e persino asportando il terriccio superficiale. Qui la ripresa del ciclo vegetale fu ritardato con la terra che restò nuda per molti anni. Laddove l'esplosione fu deviata in modo da non interessare direttamente il terreno ma passando ad una quota superiore di parecchi metri, lasciò quasi intatto il terriccio e i semi che conteneva, permettendo così una più rapida rigenerazione prima con la crescita di una bassa boscaglia e di piante erbacee, e successivamente con alberelli. Gli alberi che si trovavano in queste zone dove il flusso transitò a quote superiori al terreno vennero spezzati non alla base ma a varie altezze, mentre quelli che si trovavano in posizioni più riparate si ripresero relativamente rapidamente senza danni evidenti a lungo termine.
3. La zona bruciata, detta anche "zona del morto che cammina", la parte più esterna dell'area colpita. In questa zona gli alberi non vennero abbattuti dall'esplosione ma i conseguenti gas caldi che li raggiunsero li bruciacchiarono.[6]

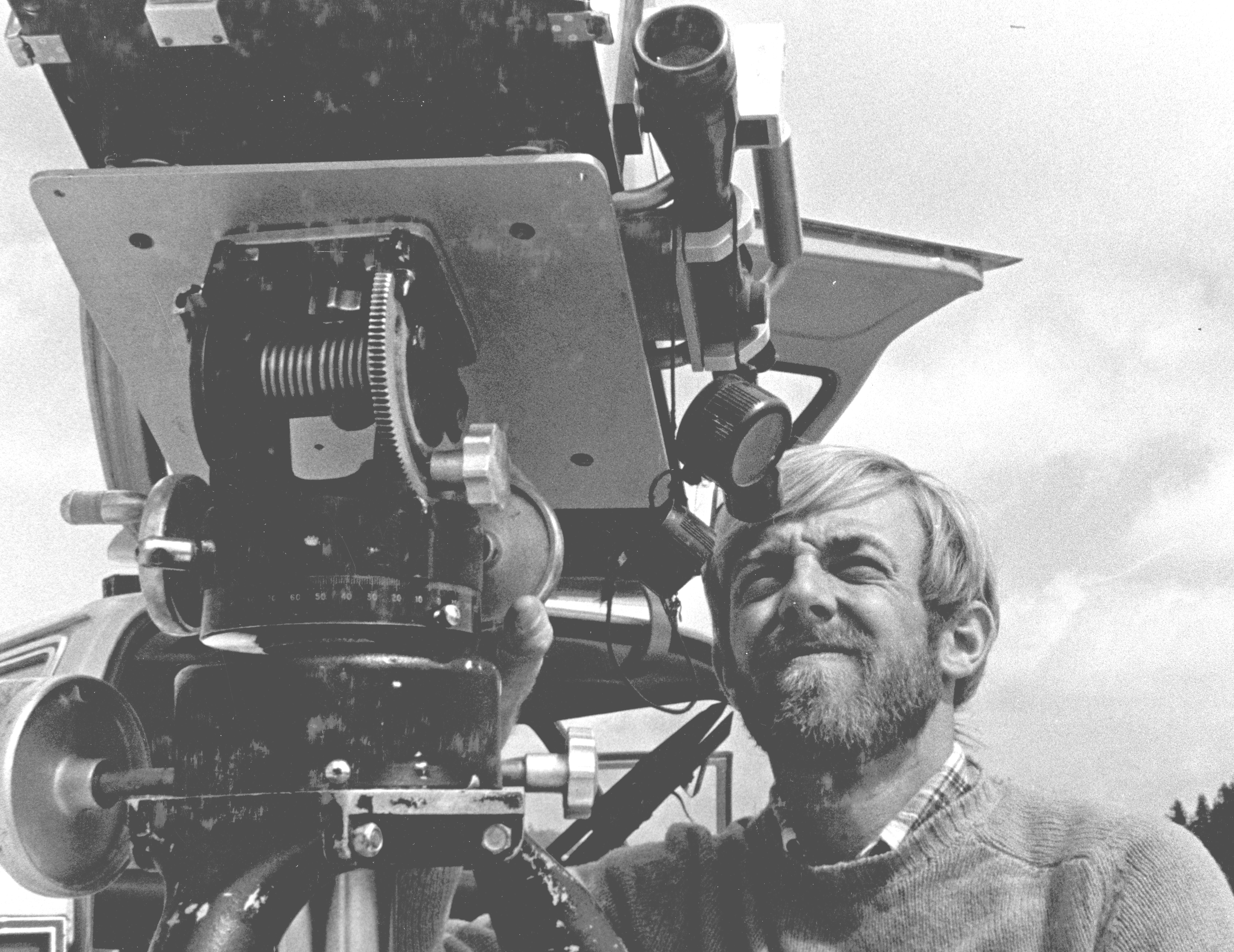
Il vulcanologo David Alexander Johnston (fotografato il 4 aprile 1980) fu una delle 57 vittime dell'eruzione.

Quando questo flusso piroclastico fece le sue prime vittime umane, aveva ancora una temperatura di oltre 360 °C ed era costituito da gas soffocanti e detriti trasportati dall'onda d'urto ad elevate velocità. La maggior parte delle 57 persone che persero la vita nell'eruzione di quel giorno morirono a causa dell'asfissia, mentre i restanti morirono per le ustioni. Il proprietario di uno dei cottage, Harry R. Truman, venne sepolto sotto centinaia di metri di detriti trasportati dalla frana. Il vulcanologo David A. Johnston fu uno di coloro che persero la vita quel giorno, così come Reid Blackburn, un fotografo della National Geographic. Robert Landsburg, un altro fotografo, venne investito e ucciso dalla nuvola di cenere. Fu in grado però di proteggere con il suo corpo le foto che scattò durante l'evento le quali vennero ritrovate e fornirono ai geologi una preziosa documentazione dell'eruzione.

### Flussi piroclastici successivi
Le successive fuoriuscite di materiale piroclastico dalla spaccatura lasciata dalla frana, consistevano principalmente di nuovi detriti magmatici piuttosto che di frammenti di rocce vulcaniche preesistenti. I depositi risultanti formarono una conformazione a ventaglio di strati sovrapposti, lingue e lobi. Durante l'eruzione del 18 maggio si susseguirono almeno 17 flussi piroclastici distinti che rilasciarono complessivamente una quantità di materiale pari a circa 0,21 km³.
Due settimane dopo l'eruzione i detriti depositati avevano ancora una temperatura oscillante tra i 300 e i 420 °C. Le eruzioni freatiche secondarie che rilasciarono vapore ad alta temperatura alimentate dal calore di questi strati posti sul margine settentrionale del fronte detritico (sulla sponda meridionale dello Spirit Lake e lungo la parte superiore del fiume North Fork Toutle) proseguirono sporadicamente nelle settimane e nei mesi seguenti al deposito dei flussi piroclastici, e una avvenne addirittura un anno dopo, il 16 maggio 1981.

## Colonna di cenere

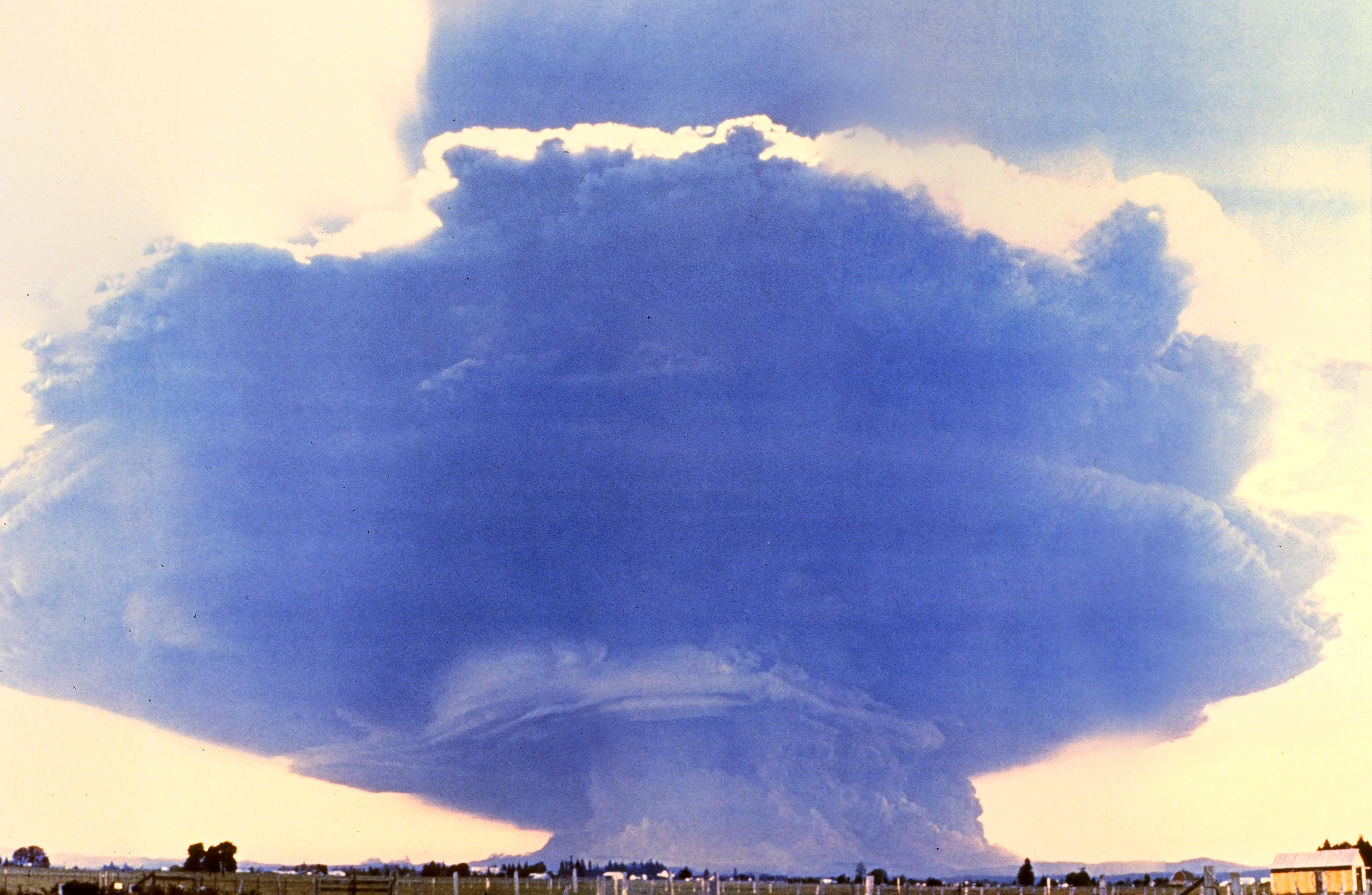
La nuvola di cenere prodotta dall'eruzione, vista dal villaggio di Toledo (Washington), a 56 km di distanza, a nord-ovest del monte Saint Helens. La nuvola era larga circa 64 km e alta 24 km.

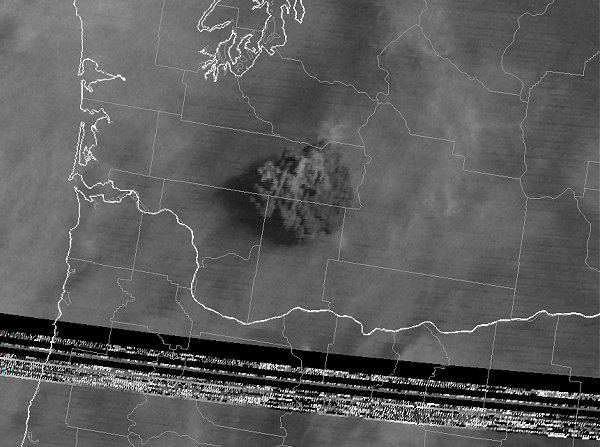
Nuvola di cenere fotografata dal satellite meteorologico GOES 3 alle 15:45 UTC del 18 maggio

Mentre la frana e il flusso piroclastico iniziale stavano ancora avanzando, un'enorme colonna di cenere in meno di 10 minuti crebbe fino a un'altezza di 19 km al di sopra del nuovo cratere in espansione e diffuse la tefra nella stratosfera per le successive 10 ore. Vicino al vulcano, le particelle di cenere eiettate in atmosfera e cariche di elettricità statica generarono fulmini, che a loro volta provocarono svariati incendi boschivi. Nel frattempo, parti della colonna di cenere, che aveva assunto una forma a fungo, collassarono e ricaddero sulla terra mescolandosi a magma, fango e vapore, e generando ulteriori flussi piroclastici che si svilupparono lungo i fianchi del Saint Helens. Successivamente flussi più lenti provenivano direttamente dal nuovo cratere sul fianco nord e consistevano in bombe vulcaniche incandescenti e cenere di pomice ad elevata temperatura. Alcuni di questi flussi caldi investivano ghiaccio e acqua presente sulle pendici e alle falde del vulcano emettendo vapore, creando crateri fino a 20 metri di diametro e espellendo cenere in colonne alte anche 2000 metri.
Il forte vento di alta quota trasportò gran parte di questo materiale ad est e nord-est del vulcano ad una velocità media di circa 100 km/h. Alle 9:45 aveva raggiunto Yakima a 140 km di distanza e alle 11:45 era su Spokane. Su Yakima precipitò una quantità di cenere spessa tra i 10 e i 13 cm, le aree più a est di Spokane piombarono nell'oscurità (visibilità a mezzogiorno ridotta a 3 metri) e furono ricoperte da almeno un centimetro di cenere. Proseguendo il suo percorso verso est, la cenere del Saint Helens cadde nella parte occidentale del Parco Nazionale di Yellowstone verso le 22:15, mentre il giorno successivo si depositò su Denver, in Colorado. Nei giorni successivi fu segnalata la caduta di cenere anche in luoghi molto lontani come il Minnesota e l'Oklahoma, e una parte di essa si propagò nell'atmosfera di tutto il mondo nelle successive due settimane.
Durante le nove ore di violenta attività eruttiva circa 540 milioni di tonnellate di cenere caddero su un'area di oltre 57.000 km². Il volume totale della cenere prima della sua compattazione per precipitazione era di circa 1,3 km³. Il volume della cenere non compattata equivale a circa 0,21 km³ di roccia solida, o circa il 7% della quantità di materiale che è franato nella valanga di detriti. Verso le 17:30 del 18 maggio, la colonna di cenere iniziò a diminuire di altitudine, ma esplosioni meno potenti sono comunque proseguite nei giorni successivi.

## Proprietà della cenere

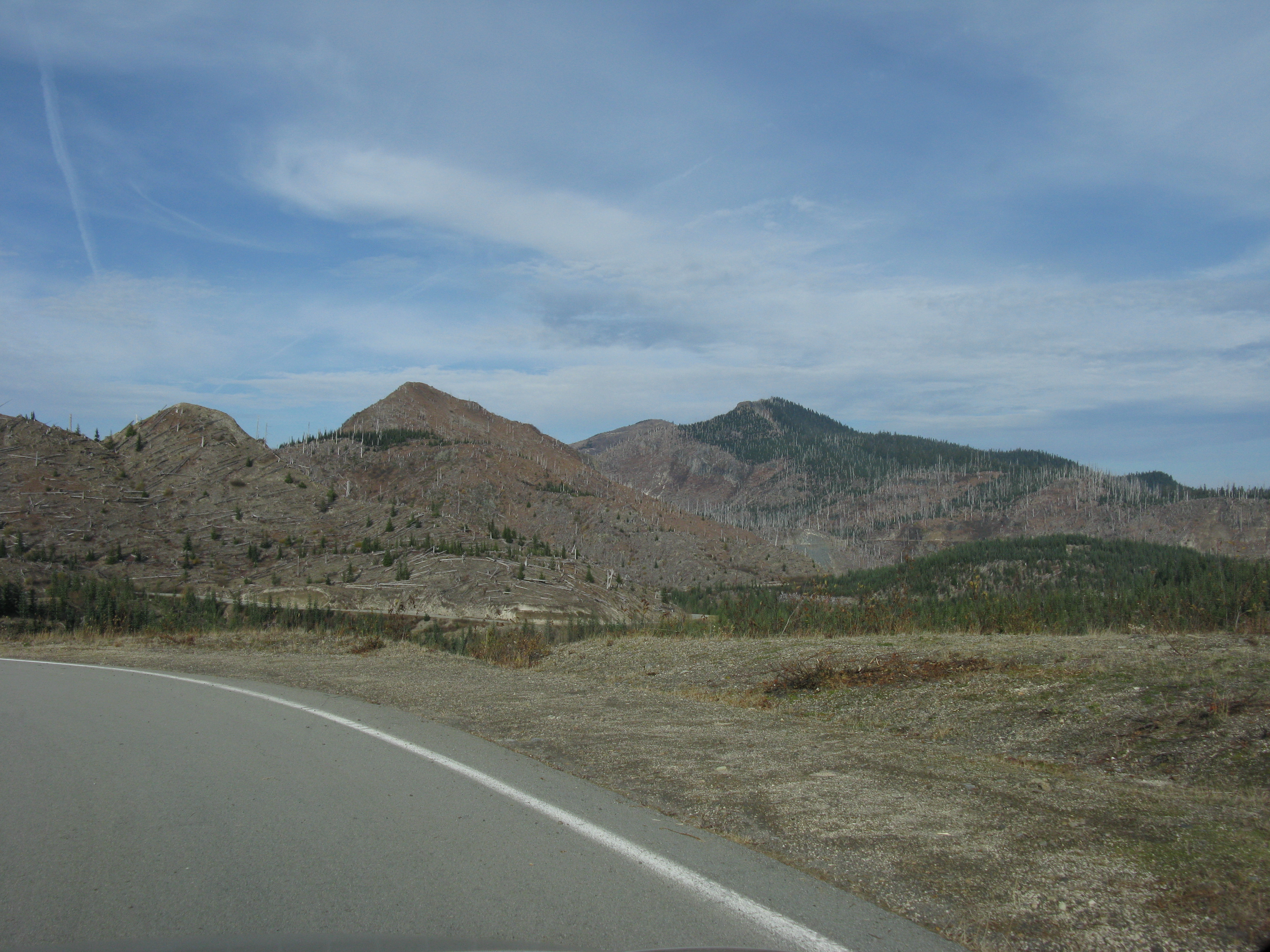
Effetti residui dell'esplosione laterale nella "zona di esplosione canalizzata", una trentina di anni dopo l'eruzione. I danni variavano dalla terra bruciata, ai tronchi degli alberi spezzati a varie altezze, agli effetti più superficiali.

Generalmente, dato che il modo in cui le ceneri espulse si depositano dopo un'eruzione è fortemente influenzato dalle condizioni meteorologiche, si verifica una certa variazione del tipo di cenere, in funzione della distanza dal vulcano o del tempo trascorso dall'eruzione. La cenere del monte Saint Helens non fa eccezione, e quindi le proprietà della cenere hanno grandi variazioni.

### Composizione chimica
La composizione chimica della maggior parte della cenere è risultata essere approssimativamente del 65% di biossido di silicio, 18% di ossido di alluminio, 5% di ossido ferrico, 4% ciascuno di ossido di calcio e ossido di sodio e 2% di ossido di magnesio. Sono state rilevate anche tracce di sostanze chimiche, le cui concentrazioni variano come mostrato: 0,05-0,09% di cloro, 0,02-0,03% di fluoro e 0,09-0,3% di zolfo.

## Colate di fango

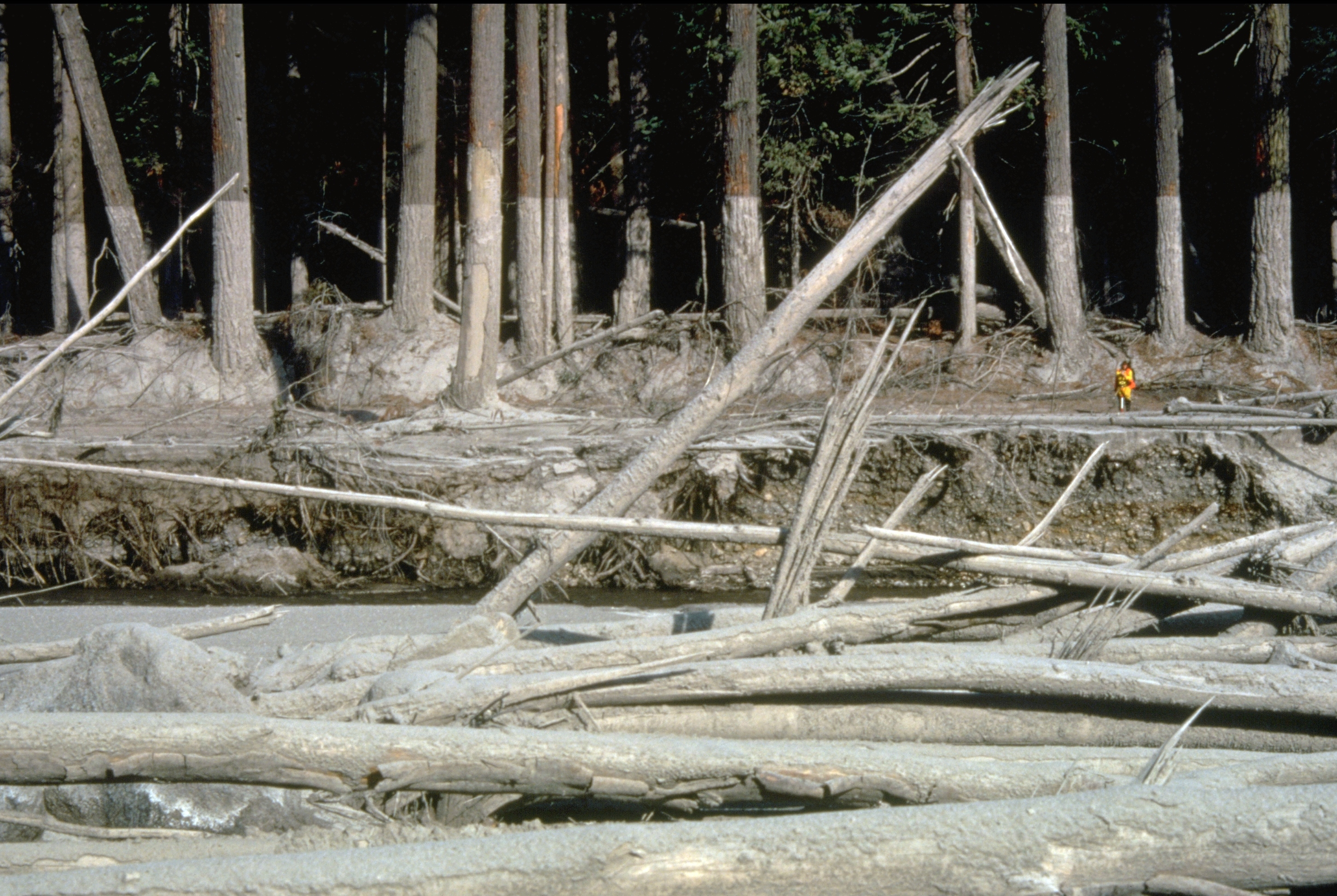
Strato fangoso vicino al Fiume Muddy derivante dai lahar dell'eruzione del 1980

## Conseguenze

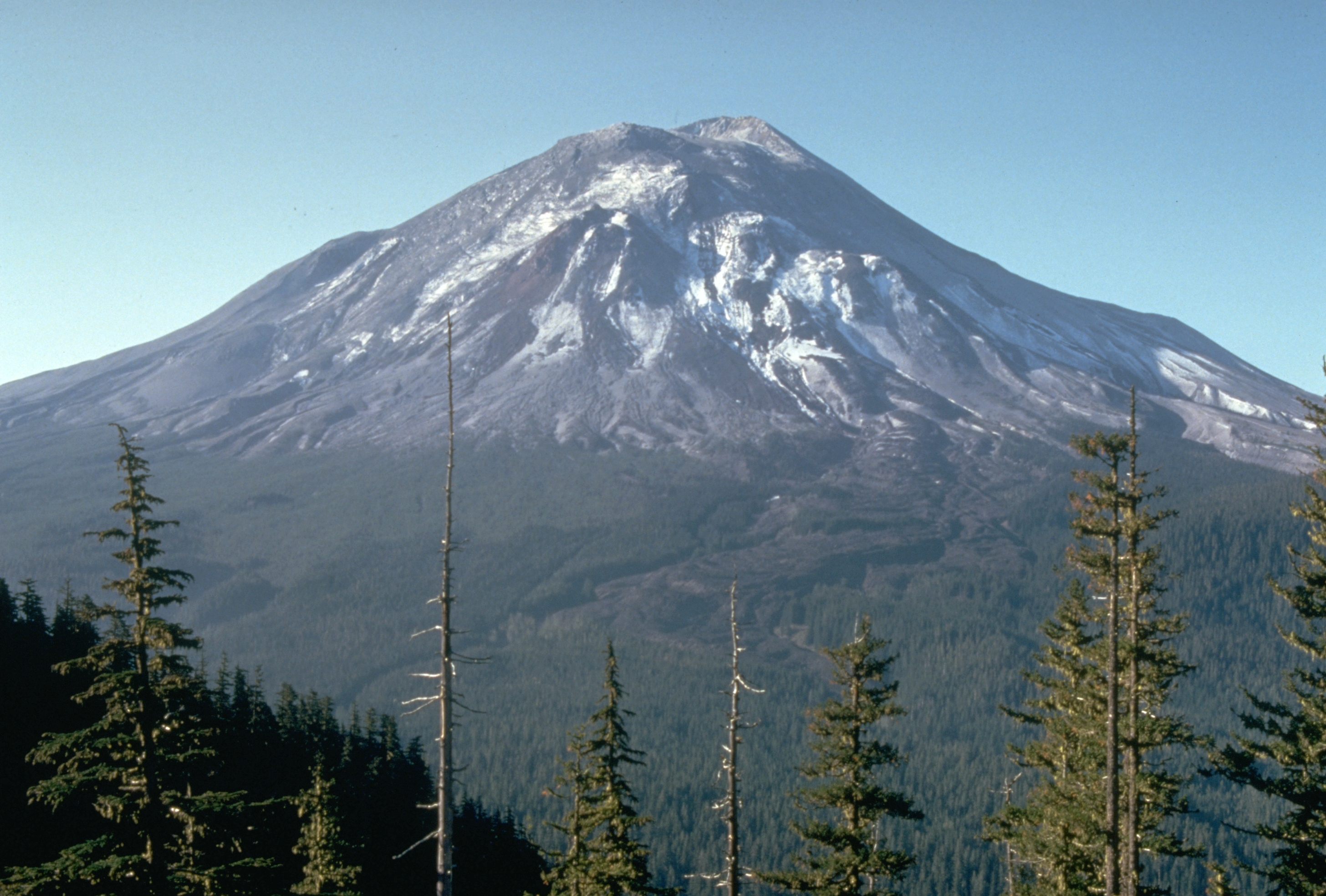
Il monte Saint Helens fotografato il giorno prima dell'eruzione dal Johnston ridge.

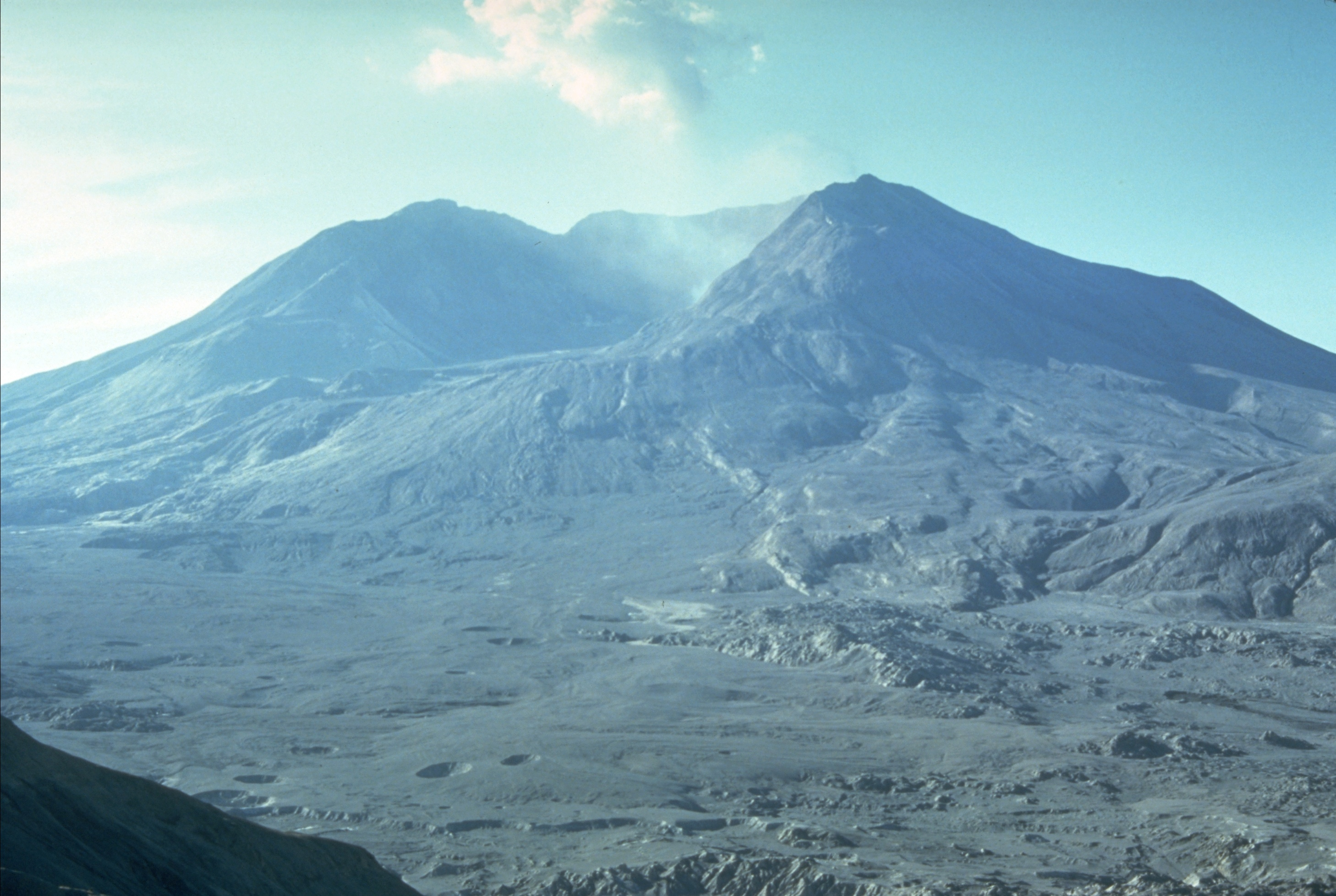
Il monte Saint Helens fotografato quattro mesi dopo l'eruzione più o meno dallo stesso punto dell'immagine precedente. Da notare la sterilità del terreno circostante.

### Danni causati dalla cenere e sua rimozione

Mappa che raffigura la quantità di cenere depositata negli Stati Uniti

### Costo

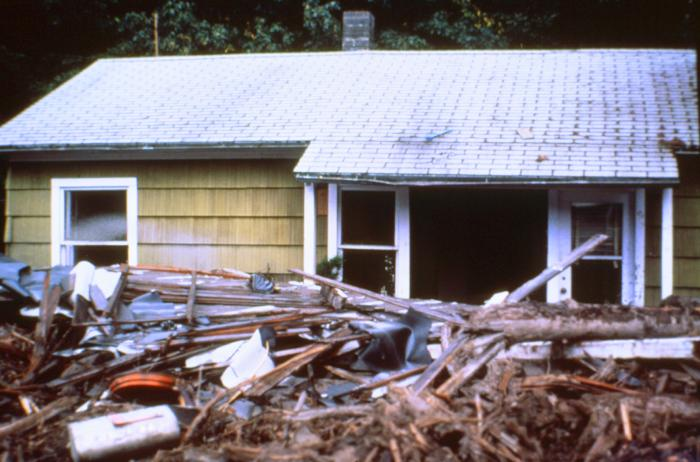
Una delle 200 case distrutte dall'eruzione

### 1980-1991

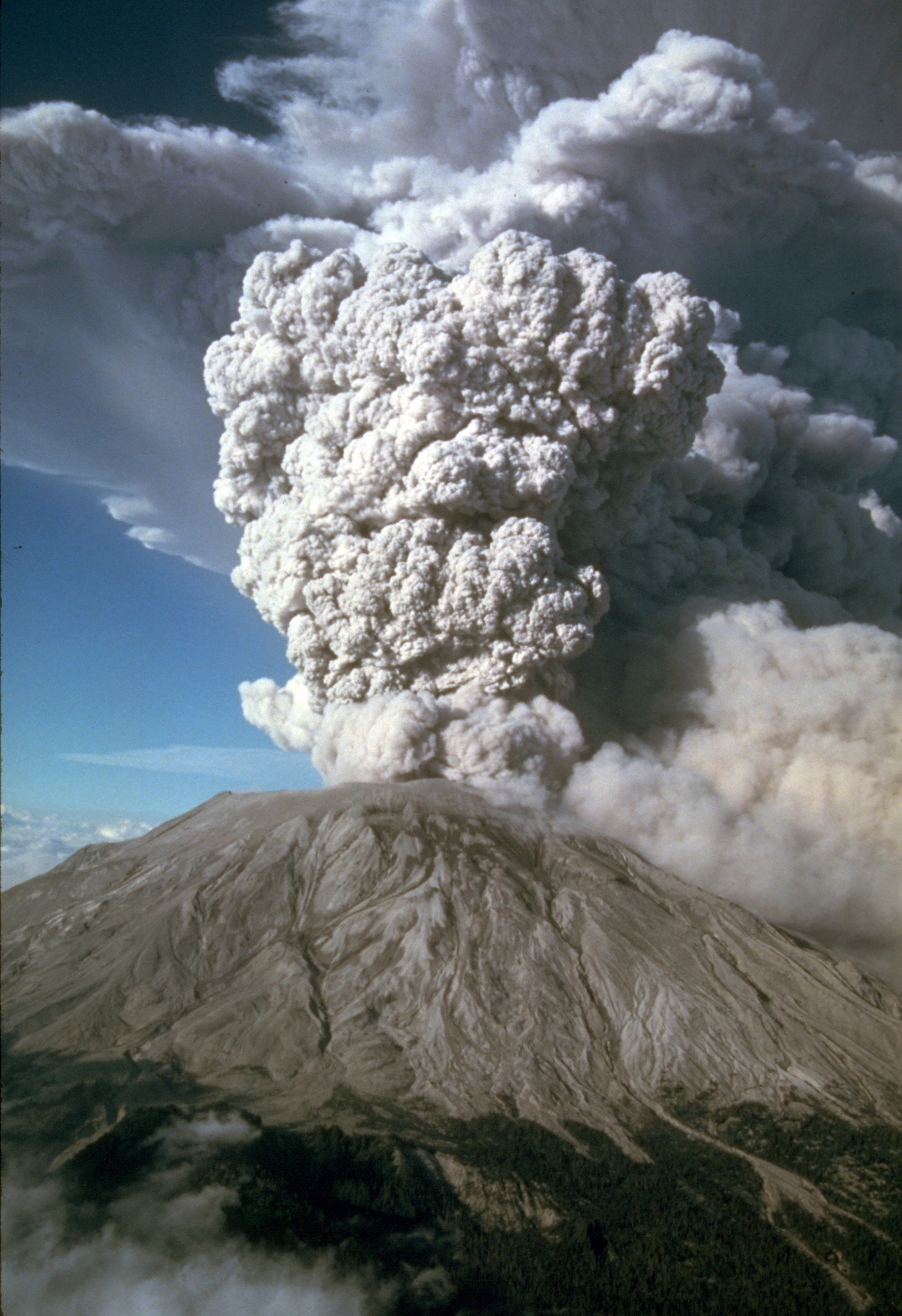
Eruzione del 22 luglio 1980

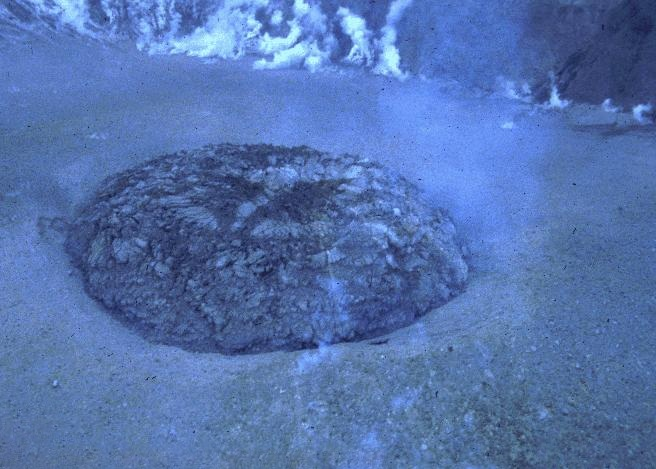
Il terzo duomo di lava in espansione il 24 ottobre 1980

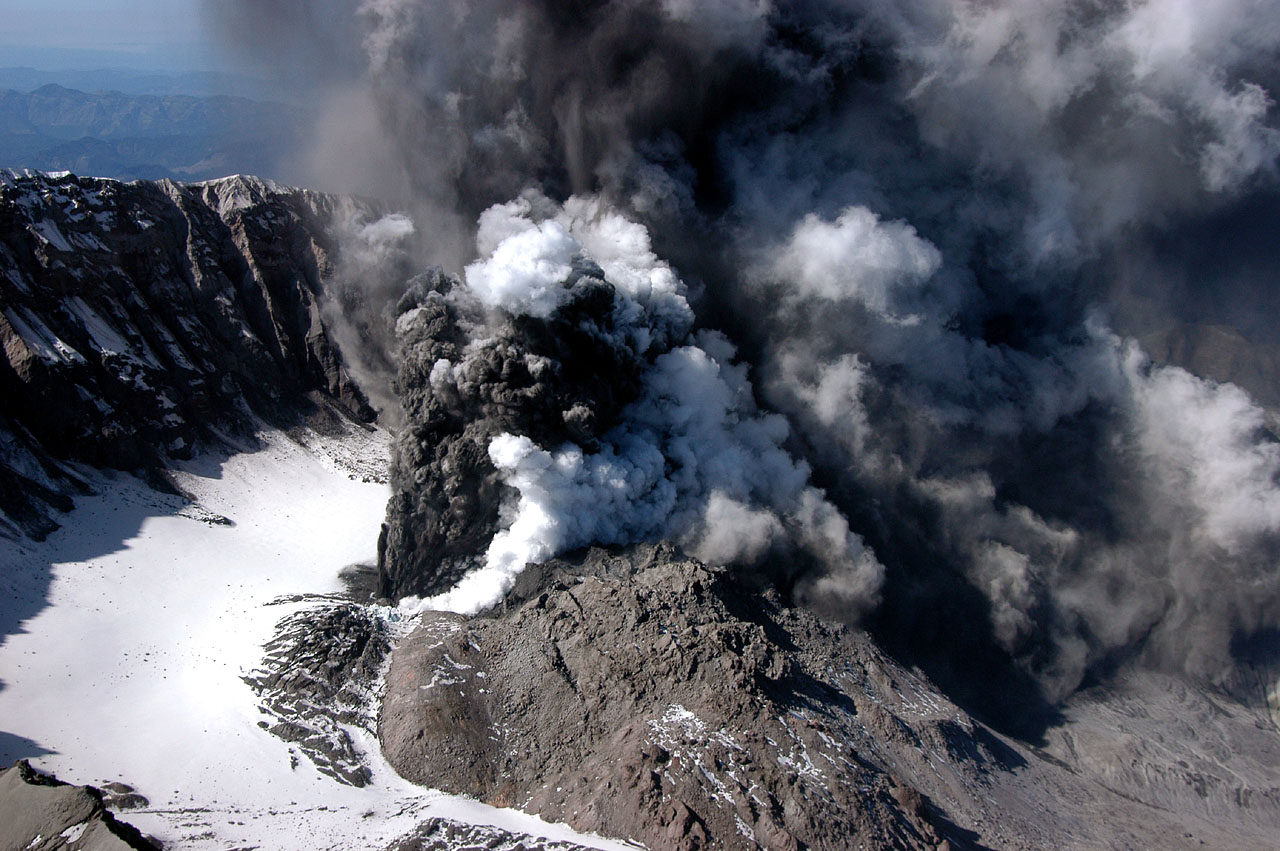
Pennacchio di cenere vulcanica e vapore nell'eruzione dell'ottobre 2004